# Acroporidae
Acroporidae é uma família de cnidários antozoários da subordem Astrocoeiina, ordem Scleractinia.

## Géneros
- Acropora Oken, 1815
- Anacropora Ridley, 1884
- Astreopora Blainville, 1830
- Montipora Blainville, 1830